# Trichophyton gourvilii
Trichophyton gourvilii ist ein die Hornsubstanz besiedelnder Hautpilz, der primär den Menschen befällt (anthropophiler Dermatophyt). Die Spezies kommt nur in Afrika vor. Er verursacht Hautläsionen mit feiner Schuppung und befällt vorwiegend Kopf, Arme und Handrücken. In Haaren wächst der Pilz innen (endotrich). Die Teleomorphe ist unbekannt.

## Kultur
Kulturen von T. gourvilii zeigen eine deutliche, unregelmäßige Furchung, so dass an Schlangen erinnernde Falten entstehen. Der Rand einer Kolonie ist 5 mm breit und weist feine Strahlen auf. Im Randbereich ist die typische Lavendelfarbe besonders auffällig, die im Zentrum bei älteren Kulturen in ein Weiß übergeht. Der Koloniedurchmesser erreicht auf einem Sabouraud-Glucose-Agar nach 10 Tagen 15 bis 30 mm.
Mikroskopisch ähnelt der Pilz Trichophyton soudanense. Makrokonidien entstehen nur auf Reisnährböden. Sie sind glattrandig und an den Polen abgerundet. Ihre Kammerzahl ist sehr variabel und reicht bis acht, es dominieren aber zweikammrige Makrokonidien.